# آکاسیای شاخ‌گاوی
واچلیا کرنیگرا (نام علمی: Acacia cornigera) نام یک گونه از سرده اقاقیا است.